# TD Kerest
Tamburaško društvo "Kerest" Sveta Nedelja kulturno-umjetnička je udruga s područja Grada Svete Nedelje sa sjedištem u Kerestincu.

## Povijest
Društvo je osnovano je 1932. godine kao seljački pjevački zbor, a dvije godine kasnije, 1934. osniva se tamburaški orkestar. Društvo je iznimne uspjehe ostvarilo pod vodstvom svoga dugogodišnjeg dirigenta, Mirka Rihtera, pa su tako, u periodu između dva svjetska rata često nastupali u emisijama Radija Zagreb. Nakon obnove rada"Seljačke sloge", društvo djeluje kao njezin ogranak u Kerestincu.
Za vrijeme Drugog svjetskog rata, društvo je prestalo s radom. Članstvo se ponovo okuplja nakon rata, a od pedesetih djeluje pod imenom KUD "Bratstvo" Kerestinec. 
Uslijedio je period u kojem je društvo odnosilo najviše nagrade na natjecanjima tamburaških orkestara i pjevačkih zborova diljem Hrvatske, ali i izva nje. KUD "Bratstvo" je djelovalo kroz tamburašku i pjevačko-plesačku sekciju, a šezdesetih godina 20. stoljeća osniva se i dramska sekcija. Rad društva je u ovom periodu obilježio njegov dugogodišnji predsjednik Stjepan Miholić te umjetnički voditelji Mirko Rihter i Tomo Vlainić. Početkom osamdesetih društvo prestaje s radom zbog nedostatka prostora za probe ansambla (srušen je Dom kulture u Kerestincu).

## Obnova rada 1999. godine
Članstvo se ponovo okuplja 1999. kada, 8. studenog nastaje Kulturno umjetničko društvo Kerestinec (KUD Kerestinec) kao sljednik kerestinečke bogate kulturno-umjetničke tradicije.
Kulturno umjetničko društvo Kerestinec po obnovi rada djeluje kroz Folklorni ansambl koji se sastoji od Folklorne, Dječje folklorne, Tamburaške i Dječje tamburaške sekcije te mušku klapu "Kerestinec".
I u novijoj povijesti društva ostvareni su zapaženi uspjesi, a KUD je nastupao diljem Hrvatske. Društvo je tako proglašeno najboljim u kategoriji izvornog folklora na Smotri Samobora, Svete Nedelje i Stupnika u 2002., 2003. i 2004. godini. Svake godine KUD je organizirao svečani božićni koncert "Hrvatski Božić" na kojem su se izvodile božićne pjesme iz svih krajeva Hrvatske. Društvo je u studenom 2007. svečanim koncertom i smotrom tamburaških orkestara i sastava proslavilo 75. godišnjicu svoga osnutka. Društvo je u ovom razdoblju djelovalo pod umjetničkim vodstvom Borisa Harfmana, Davora Dulića, Mire Kirinčića i Gorana Ivana Matoša te Mladena Trčaka i Kreše Maračića.

## Društvo danas
Društvo se, nakon nekoliko godina stagniranja u radu, 2016. godine reorganiziralo u tamburaško društvo koje čine Gradski tamburaški orkestar Svete Nedelje te Tamburaška sekcija u sklopu koje je organizirana i škola tambure. Sekcije danas djeluju pod stručnim vodstvom Dražena Šoića te Marka Blaškovića. U društvu djeluje i vokalni pedagog Krešo Maračić.
Gradski orkestar djeluje kao reprezentativni orkestar te sudjeluje u manifestacijama na razini grada kao i diljem Hrvatske.
Društvo od 2017. godine u prostoru Dvorca obitelji Erdody u Kerestincu organizira ljetni koncert "U društvu tamburaša" na kojem sudjeluju i poznata imena s hrvatske glazbene scene.
Od lipnja 2018. godine društvo nosi naziv Tamburaško društvo "Kerest" Sveta Nedelja.

## Vanjske poveznice
- Službeni blog KUD-a Kerestinec  Arhivirana inačica izvorne stranice od 6. veljače 2012. (Wayback Machine)